# PlatinumCup
PlatinumCup（プラチナカップ)とは、任天堂が発売しているゲームソフト「Splatoon」の大会。

## 概要
PlatinumCupは日本の代表1チームと、ヨーロッパの代表8チームによって行われる大会である。
代表チームはそれぞれ事前に行われる別の大会によって選出される。
2018年12月2日で5度目の開催となる。